# 山田次朗吉
山田 次朗吉（やまだ じろきち、1863年10月23日〈文久3年9月11日〉 - 1930年〈昭和5年〉1月9日）は、日本の剣術家（直心影流第15代）。号は一徳斎。自流の振興のみならず、諸学校において剣道師範を務め、剣道の研究・著述活動を行い『日本剣道史』等の名著を残した。

## 生涯
上総国望陀郡下郡村（後の千葉県君津郡富岡村、現・木更津市）に、名主与吉の長男として誕生。少年期は体力が低く、虚弱であった。
1884年、富岡村に武道場が完成する。この際村を訪れた榊原鍵吉に会った山田は剣の道を修めることを決意する。一族の反対を押し切り無断で上京し、榊原の道場に弟子入りする。榊原に入門した後は、その稽古と自身の努力によって、別人に見違えるほどの体格と豪力を備えるにいたった。「榊原の薪割り剣術」といわれる強烈な打ち込みに耐えるため、頭を柱に打ち付けて鍛錬し、額は甲羅のように硬く盛り上がった。
榊原の道場は竹刀稽古主体で形稽古は行わなかったが、山田は形の修得も志し、師の了解を得て、同じ直心影流の山田八郎に学んでいる。当時の剣術界では既に形派と竹刀派の対立が見られたが、山田は形と竹刀打ちの関係を、書道の楷書・行書・草書になぞらえ、両者は相反するものでなく、どちらも修めるべきとの考えを抱いていた。
1894年元旦の日、榊原より免許皆伝の目録を受け、直心影流第15代と、道場を継承する。9月に死去した榊原の家族の面倒をみる。また榊原の後任として10月1日、北白川宮能久親王・輝久王の剣術師範に就く。翌1895年、前年における師・榊原の死去に続き、父も世を去る。これを機に郷里から家財・土地一切を払って本拠を東京へ移した。1896年、親王の薨去により、宮家の剣術師範を辞する。
1901年5月、東京高等商業学校鍛錬部（剣道部）の師範に就任。
1904年、市区改正により、道場を本郷区竹町に移すと同時に、「百錬館」と名付ける。山田は大日本武徳会からの入会勧誘を断り、競技的剣道には参加せず、直心影流に専心した。
主な弟子に加藤完治、大森曹玄などがいる。加藤は東京帝国大学農科大学からの教え子であり、直心影流の基本の形である法定を、自身が創立した日本農業実践学園で生徒に稽古させた。大森は臨済宗僧侶としての活動の傍ら、直心影流の指導を行った。

## 逸話
- 幕末の偉人平山行蔵に私淑し、その遺品をほとんど集めたという。
- 1886年より1年間、警視庁に入って巡査となるが、日々の稽古で鍛えられ大きくなった山田の体に合う制服がなかった。間に合わせに、上着の前身ごろを裂いて紐でつなぎ合わせる方法をとったといわれる。
- 巡査以外には、焼き芋屋や米屋、煙草屋を開業しているが、長続きしなかった。他には済生学舎に通って医学を学んだり、知人の医師のもとで薬学、整骨術を独習したりしている。
- 1912年、府立三中にて、昇汞水（その年流行していたペストの消毒予防に使用されていた）を誤飲するも、周囲や医師の看病を断り、自力で治した。異状が完全に癒えるまでの間も、普段と変わらぬ稽古をした。山田いわく、医学・薬学の知識で症状の委細については把握していたが、なお自然治癒力でも治せると見込んでいたとのことである。
- 1919年、雑誌『新時代 第3巻第1号p. 154』において、関東大震災の到来を予言する。
- 関東大震災のとき、自分の家や数万冊に上る蔵書が焼けるのをかまわず、リヤカーで他人の救済を続け、財産の一切を無くした。このとき、直心影流の伝書類も全て灰燼に帰したため、以後、宗家を廃している。

## 諸学校での指導
- 東京高等商業学校 → 東京商科大学（1901年 - 1930年）
- 東京帝国大学（1902年 - 1905年）
- 東京帝国大学農科大学（1903年 - 1925年）
- 東京府立第三中学校（1904年 - 1919年）
- 東京府立園芸学校（1905年 - 1920年）

## 著書
- 『剣道集義』東京商科大学剣道部、1922年
- 『続剣道集義』水心社、1923年
- 『日本剣道史』東京商科大学剣道部、1925年
- 『鹿島神伝直心影流』東京商科大学剣道部、1927年
- 『古代養性論』水心社、1929年
- 『剣道叢書』水心社、1936年
- 『剣道極意義解』水心社、1937年

## 山田を題材にした小説など
- 池波正太郎 『霧に消えた影』収録「明治の剣聖」、1992年
- 芥川龍之介 『大東京繁昌記』 - 東京日日新聞に連載されたオムニバス形式のエッセイ。「本所両国・錦糸堀」の回にて、三中時代の教師の思い出として、山田について、昇汞水の誤飲事件にも触れながら述懐している。